# Harewood House

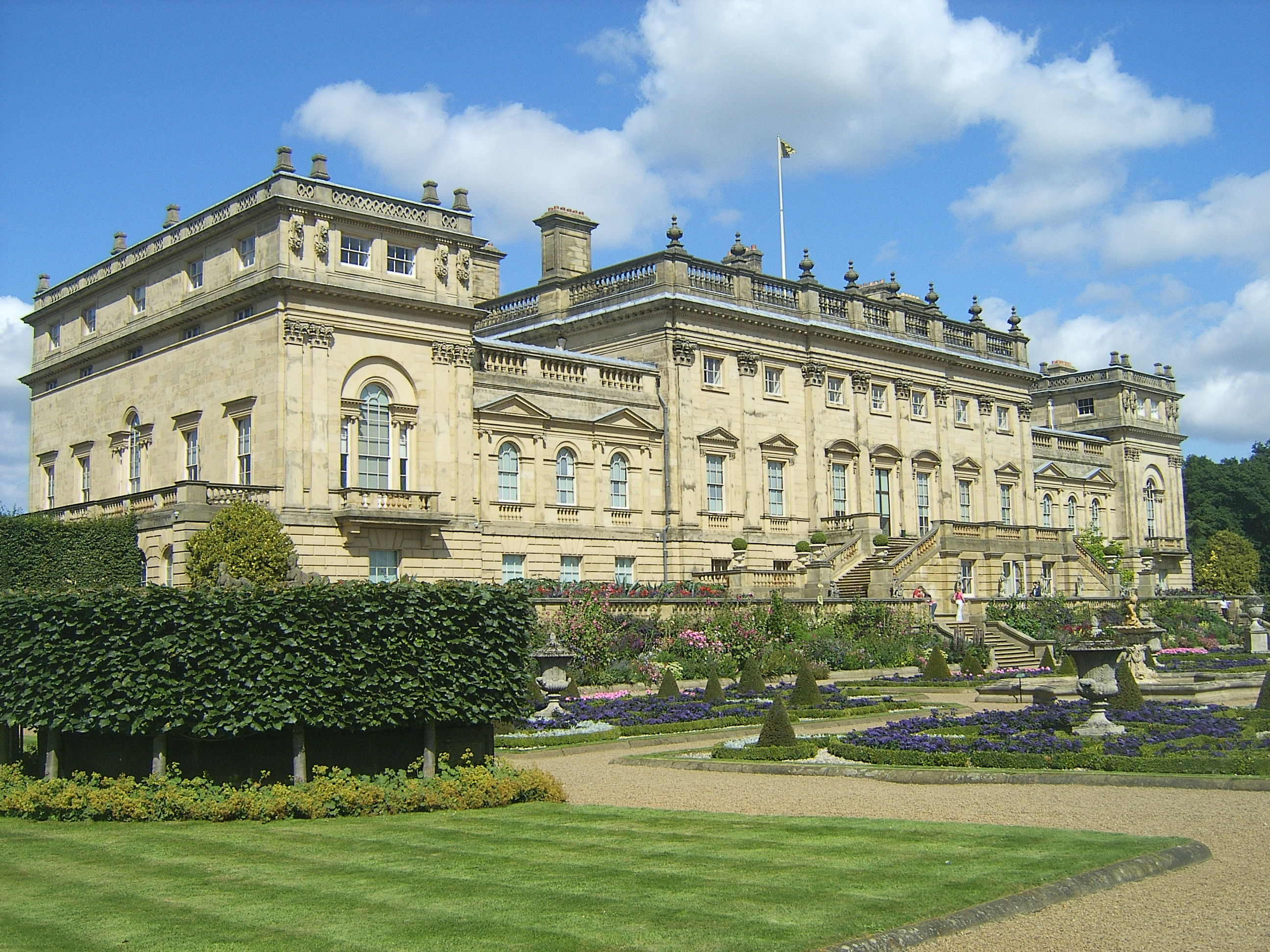
Harewood House im Jahr 2005, Gartenansicht

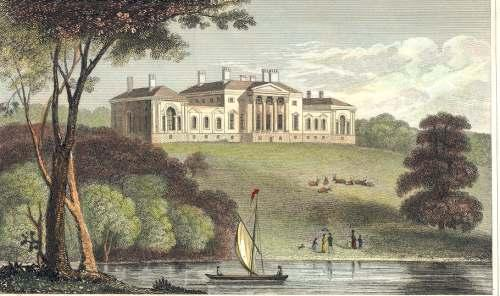
Harewood House aus A Complete History of the County of York von Thomas Allen (1828–30), vor den Umgestaltungen durch Barry

Harewood House ist ein Landschloss in der Nähe von Harewood, City of Leeds, West Yorkshire, England. Es zählt zu den Treasure Houses of England. Während beider Weltkriege diente das Haus kurzzeitig als Lazarett.
Das Gebäude wurde von 1759 bis 1770 für den in Barbados geborenen Edwin Lascelles, 1. Baron Harewood, erbaut. Die Lascelles und späteren Earls of Harewood hatten sich in den kolonialen British West Indies durch Zuckerrohrplantagen, Sklavenhandel, Zollrechte und Kreditgeschäfte ein großes Vermögen erwirtschaftet. Harewood House wurde von den Architekten John Carr und Robert Adam entworfen und ersetzte das frühere Landhaus Gawthorpe Hall. Der Großteil der Möblierung stammt von dem englischen Möbeldesigner Thomas Chippendale aus dem nahegelegenen Ort Otley. Der erste Kunstführer zu Harewood House aus dem frühen 19. Jahrhundert stellt neben der Architektur die Gemäldesammlungen vor und erwähnt bereits verschiedene illustre Gäste des Landsitzes.
Den Landschaftsgarten gestaltete Lancelot „Capability“ Brown; später fügte Charles Barry eine Grand Terrace hinzu.
Das Haus ist heute noch Sitz der Familie Lascelles. Familienoberhaupt ist derzeit David Lascelles, 8. Earl of Harewood. Seine Großmutter war Mary, Princess Royal, Tochter von König Georg V. und Queen Mary.
Das Anwesen ist Eigentum des Harewood House Trust. Das Gelände ist ganzjährig öffentlich zugänglich. Neben Führungen durch Haus und Gärten können die Besucher einen Vogellehrpfad, einen Abenteuerspielplatz sowie regionale Spezialitäten genießen. Harewood House ist ein beliebtes Ziel für Reisende in Yorkshire; 2019 hatte es rund 202.000 Besucher. 2024 betrug die Besucherzahl etwa 227.000 Personen. Am 5. Juli 2014 wurde hier die Tour de France 2014 offiziell gestartet.